# ولکام (مینه‌سوتا)
ولکام، مینه‌سوتا (به انگلیسی: Welcome, Minnesota) یک شهر در ایالات متحده آمریکا است که در شهرستان مارتین واقع شده‌است.

## خصوصیات
ولکام ۳٫۸۱ کیلومترمربع مساحت و ۶۸۶ نفر جمعیت دارد و ۳۷۹ متر بالاتر از سطح دریا واقع شده‌است.